# 金坛慰安所旧址
金坛慰安所旧址，是中國江苏省文物保护单位的近现代重要史迹及代表性建筑之一，位於江苏省常州市金坛区金城镇沿河东路火巷，原為一座在清朝建成、屬於地主陈子京的院子，在七七事变後被侵華日軍佔用為慰安所，所內的慰安婦包括中國、朝鮮和日本婦女。金坛慰安所旧址在2010年被列入金坛市文物保护单位，並在隨後的2011年成為江苏省文物保护单位之一。

## 歷史
1937年七七事变後，侵華日軍轰炸現屬於江蘇省的金坛，並在當地驻军。日軍分別在花街和丹阳门設立了慰安所，又佔據了地主陈子京位於金城镇沿河东路火巷32号的住宅，把這座在清朝建成的院子同樣改為慰安所，所內設置兵員。
这座慰安所專門供日军大官使用，他們往往會把戰馬栓在门外，託軍階較小的士兵在门口和小楼把守。所內的慰安妇大部分是來自金坛等地的中國大陸婦女，也有來自台湾、朝鲜和日本的婦女，年齡小至十三四岁，大多數為十六七歲；據第二次世界大战日本軍人本多立太郎的指認，慰安所內的中国籍慰安妇都是被抓來的。其中，六名新四军女性卫生兵在遭到俘虜後被關進了這座慰安所，一人因反抗而被殺害，她的遺體可能被埋在慰安所後面的荒草园。有些慰安妇受折磨而死。沿河东路火巷东头有一所日本人開辦的醫院，用途包括為慰安妇檢查有否患上性傳染病，以防影響日軍戰鬥力。
抗日戰爭結束後，這所位於火巷的慰安所未被拆除，而且仍有人居住，文物保存较好。

## 古跡結構
金坛慰安所旧址是一所坐北朝南的清代院子，又被称為「七间头」（意為七间房屋），可分为東、西兩个院落。东面院落为二進院落（即呈「日」字形），第一进面阔11米、进深5.8米，第二进面阔11米、进深10米，兩者之間有一個宽3.8米的天井；西边院落為三进院落（即呈「目」字形），第一进面阔16.4米、进深11.4米，第二进面阔16.4米、进深6米，第三进面阔16.4米、进深11.4米。院子西南面有一所阁楼，被日军用作岗楼，架設机枪以防止慰安婦逃跑。

## 保護
1980年代，王一尘當選為金坛县（現金壇市）第九届人民代表大會常委会委员，他向中国共产党金坛县委统战部報告他以前為日军翻译時知道的事物，提到沿河東路火巷的慰安所，這掀開了金坛慰安所旧址调查工作的序幕。當時的金坛县委统战部副部长是范学贵，他讀過王一尘提供的資料，決定调查日軍曾在金坛設立的慰安所；范学贵向金坛政府當局提出保护火巷的慰安所旧址、以防旧址遭到拆除，又用了數年時間搜集和整理资料，引起了傳媒的關注。慰安所旧址被認定為文物後，范学贵再次把相關資料整理好，装订成《金坛慰安所资料汇编》，交予金坛市档案馆，以供日後建設纪念馆之用。
在2010年1月的第三次全国文物普查，沿河東路火巷的金坛慰安所旧址被认定为「江蘇省十大新发现」之一；及後，旧址在2010年被金坛市人民政府列入第三批金坛市文物保护单位，並於2011年被江苏省人民政府公布为第七批江苏省文物保护单位之一。

## 參註